# Joan Baptista Pujol
Joan Baptista Pujol, född den 22 mars 1835 i Barcelona, död den 28 december 1898 i Barcelona, var en spansk pianist och pedagog. Han studerade vid Conservatoire national supérieur de musique et de danse med Napoléon-Henri Reber och var lärare till Enrique Granados, Ricardo Viñes och Joaquim Malats.